# Manuel Erice
Manuel Erice Oronoz (Pamplona, Navarra, 18 de diciembre de 1965 - ibidem, 12 de agosto de 2018) fue un periodista español, subdirector y posteriormente corresponsal en Washington del diario ABC.

## Biografía
En 1988, tras licenciarse en Ciencias de la Información en la Universidad de Navarra, comenzó su carrera periodística a través de los micrófonos de la Cadena Ser, en los estudios de Radio Pamplona. De tierras forales viajó a las islas Canarias, donde trabajó en los diarios El Día y Canarias7. Y de allí, regresó a Pamplona como corresponsal de deportes en ABC.
En 1992 se instaló en Castilla y León. En 1995 fue nombrado delegado de la edición de ABC. Tras su paso por Valladolid (1994-2004), fijó su residencia en Madrid. En la sede madrileña de ABC pasó por diversos cargos: redactor jefe de España, jefe de Internacional, subdirector de Medios Digitales, de Fin de Semana y de Expansión Territorial. En 2015 fue nombrado corresponsal en Washington, desde donde cubrió la campaña electoral que llevó a Donald Trump a la Casa Blanca.
También fue analista político de RTVE, Telecinco, Telemadrid y el canal internacional de noticias colombiano NTN24.
Tras luchar con gran entereza contra un cáncer, falleció en Pamplona. Al día siguiente fue enterrado en el Cementerio Municipal de San José de Pamplona, y posteriormente se celebró el funeral en la iglesia del colegio de los Jesuitas de la capital foral.

## Publicaciones
- Trump, el triunfo del showman: golpe a los medios y jaque al sistema, Madrid, Ediciones Encuentro, 2017, 240 pp. ISBN: 9788490551707. Con la colaboración de Muni Jensen.

## Premios
- Premio al Libro del Año de la Academia de Ciencias Políticas de Washington (2017).[6][7]

- Premio Teobaldo al trabajo de periodismo Económico y de Empresa como corresponsal en los Estados Unidos y su seguimiento a la campaña del presidente norteamericano.(2017)